# Kunsthaus Meyenburg

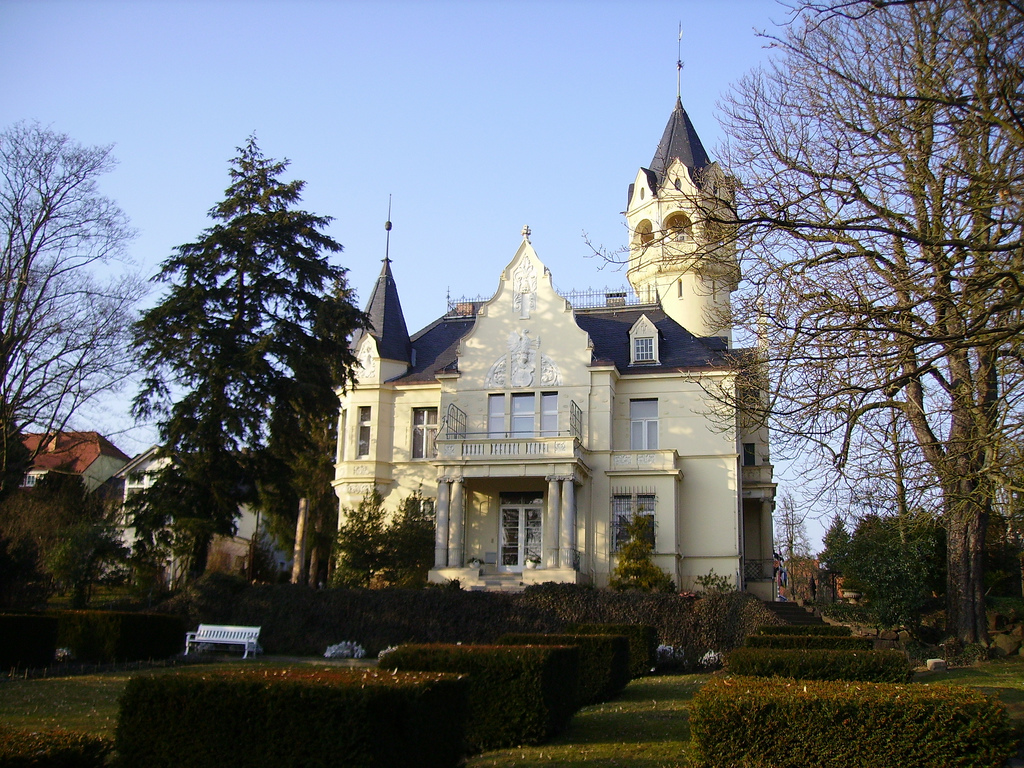
Kunsthaus Meyenburg in Nordhausen

Das Kunsthaus Meyenburg ist ein Museum und Ausstellungshaus in der nordthüringischen Kreisstadt Nordhausen. 
Es ging aus dem früheren Nordhäuser „Meyenburg-Museum“ hervor, welches 2002 aufwendig restauriert und in ein Kunsthaus umgewandelt wurde. Heute zeigt es in den mit historischem Mobiliar aus dem 14. bis 19. Jahrhundert ausgestatteten Räumen regelmäßig wechselnde Ausstellungen regional und überregional bekannter Künstler, dient als Sitz der Ilsetraut-Glock-Grabe-Stiftung und beheimatet die städtische Kunstsammlung. 
Die Stiftung des Kunsthauses schreibt alle zwei Jahre den „Nordhäuser Grafikpreis der Ilsetraut-Glock-Grabe-Stiftung“ für Künstlerinnen und Künstler aus Mitteldeutschland aus.
In der Villa mit ihrem Aussichtsturm und dem angrenzenden historischem Park finden regelmäßig kulturelle Veranstaltungen und Konzerte statt.

## Geschichte
Auf Initiative Nordhäuser Bürger wurde im September 1876 in Nordhausen das Städtische Altertumsmuseum eröffnet. Dieses Museum befand sich zunächst in einem Zimmer im Vorhaus der „Höheren Töchterschule“, wo es schnell unter Platzmangel litt. 1878 zog das Museum in Räumlichkeiten der neu eingeweihten Volksschule an der Ecke Taschenberg/Morgenröte um, wo es im Mai 1879 feierlich wiedereröffnet wurde. Weitere Standorte waren die städtische Volksschule in der Predigerstraße (1892–1906) und die Töpfertorschule am damaligen Friedrich-Wilhelm-Platz (1907–1934), wo es 1927 mit der Eröffnung des „Neuen Museums“ in der Villa Becker zunächst zum „Alten Museum“ wurde.
Die Villa Becker ist eine 1907/08 in der Osterstraße (heute Alexander-Puschkin-Straße) erbaute Jugendstilvilla, die mit ihrer Architektur glänzt und von einer schönen Parkanlage umgeben ist. Ein Turm, von welchem aus man einen faszinierenden Blick über die Stadt und die Umgebung bis hin zum Kyffhäuser hat, repräsentative Giebel und eine Terrasse zur Gartenseite verleihen dem Gebäude einen besonderen Charme. Die Villa wurde im Oktober 1926 von der Stadt erworben und anlässlich der 1000-Jahr-Feier Nordhausens im Mai 1927 als Städtisches Museum für Stilmöbel eingerichtet.

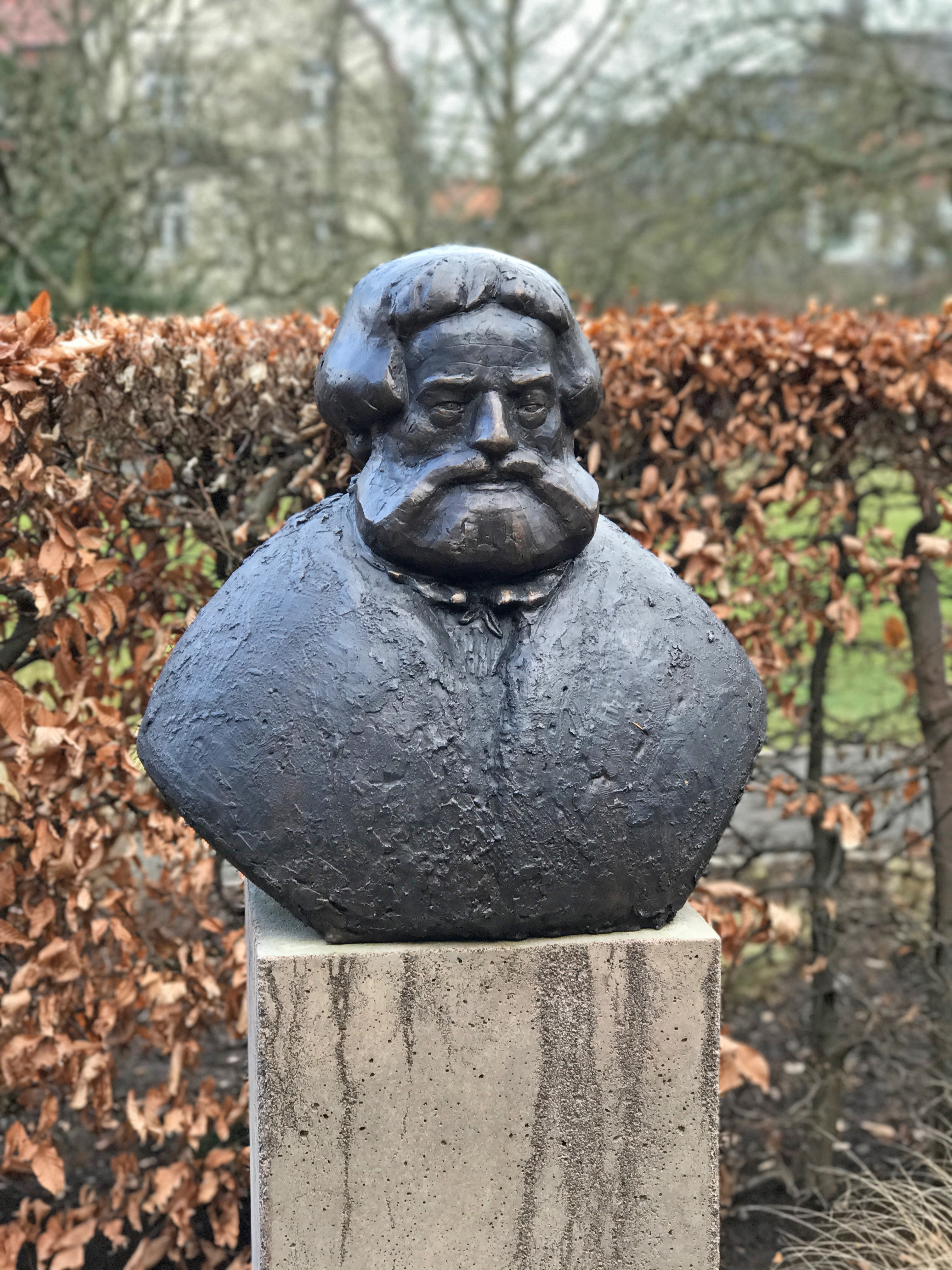
Büste von Michael Meyenburg im Park

1934 siedelte das „Alte Museum“ vom Friedrich-Wilhelm-Platz in eine Villa am Gehege, in den „Lindenhof“ um, wo es bis 1938 auch als Heimatmuseum bezeichnet wurde. Während der Eröffnungsfeierlichkeiten des Lindenhof-Museums wurde das „Neue Museum“ offiziell in „Meyenburg-Museum“ umbenannt, nach dem Reformator und ehemaligen Nordhäuser Bürgermeister Michael Meyenburg.
Auf Grund hoher Unterhaltskosten wurden beide Museen 1938 zusammengelegt. Die Bestände des Lindenhof-Museums wurden in die Villa des „Meyenburg-Museums“ überführt, die dortige Stilzimmersammlung aufgelöst. Dabei ging das „Spätbiedermeierzimmer“ an den Theaterfundus, das „Frühbarockzimmer“ an die NSDAP-Kreisleitung und das „Gründerzeitzimmer“ an das Rathaus der Stadt.
Während der verheerenden Luftangriffe auf Nordhausen im April 1945 wurde das Museumsgebäude stark beschädigt. Nach Besetzung der Stadt durch amerikanische Truppen wurde Nordhausen für eine Woche zur Plünderung freigegeben. Bei diesen Plünderungen wurden die Sammlungsbestände des Städtischen Museums empfindlich dezimiert. Gleichzeitig mit etlichen Exponaten gingen die dazugehörenden Inventarlisten verloren, was auf sachkundige Einheimische als Täter schließen lässt. Auch große Teile der Nordhäuser Münzsammlung, insbesondere Stadtmünzen aus dem 16. und 17. Jahrhundert gingen dabei verloren. Ebenso die historische Amtskette des Nordhäuser Oberbürgermeisters, die 2014 von der Stadt Nordhausen aus den USA zurückgekauft werden konnte und heute im Museum Flohburg ausgestellt wird.
Nach mühevoller Kleinarbeit, die verbliebenen Sammlungsbestände des Museums wieder zusammenzuführen, und nach der schrittweisen Teilöffnung des Museums, beispielsweise für Besuche von Schülergruppen, wurde das „Meyenburg-Museum“ im Mai 1950 feierlich wiedereröffnet.
Die Ausstellungsräume sind in kräftigen Jugendstilfarben nach historischen Befunden gestaltet und bieten der Präsentation von grafischen Kunstwerken ungewöhnliche Hintergründe.
Die Besonderheit der Ausstellungen des Kunsthauses besteht in der einzigartigen Verbindung der Ausstellungsobjekte. So wird oftmals den zeitgenössischen Kunstwerken in den Räumen historisches Mobiliar gegenübergestellt.
Ilsetraut Glock, eine in Nordhausen geborende Künstlerin, schenkte der Stadt 1998 eine umfangreiche Sammlung druckgrafischer Werke namhafter Künstler aus dem 19. und 20. Jahrhundert.
Einen Schwerpunkt dieser Sammlung und der daraus konzipierten Sonderausstellungen bilden die Werke der klassischen Moderne vertreten durch Max Ernst, Joan Miró, Pablo Picasso, Lyonel Feininger und Henri Matisse sowie zahlreiche Arbeiten von Ernst Barlach, Max Slevogt, A. R. Penck, HA Schult und Horst Janssen.
Das Kunsthaus Meyenburg präsentiert regelmäßig im Wechsel Kunstwerke regionaler bzw. überregional bekannter Künstler und Künstlergruppen sowie thematische Ausstellungen mit Werken der ansässigen Stiftung.
Die Stiftung des Kunsthauses schreibt alle zwei Jahre den „Nordhäuser Grafikpreis der Ilsetraut-Glock-Grabe-Stiftung“ für Künstlerinnen und Künstler aus Mitteldeutschland aus.
In der Villa mit ihrem Aussichtsturm und dem angrenzenden historischem Park finden regelmäßig kulturelle Veranstaltungen und Konzerte statt.

## Ausstellungen (Auswahl)
- 24. Mai 2025 bis 14. September 2025, „DURCH DIE BLUME…! Blumendarstellungen in der Kunst“
- 23. November 2024 bis 19. Januar 2025, "AUSZÜGE" - Ute Zyrus-Gonska[5]
- 23. September 2023 bis 25. Februar 2024, „Es muss nicht immer Bauhaus sein! - Die etwas andere Architektur-Kunst-Ausstellung“
- 25. März 2023 bis 18. Juni 2023, „Die goldenen Zwanziger Jahre - Kunst zwischen Expressionismus und Neuer Sachlichkeit“
- 9. Juli 2022 bis 11. September 2022, „Kinder, Kinder! - Kinderbildnisse in der Kunst“
- 23. Oktober bis 30. Dezember 2021, „Heimat und Tapeten“ - Olaf Martens
- 1. Februar bis 13. März 2016, „Glück im Kunsthaus - Komische Kunst von Gerhard Glück“
- 3. Juli bis 4. Oktober 2015, „Los Caprichos“ mit Werken von Francisco de Goya und Salvador Dalí
- 13. September bis 9. November 2014, „Gezeichnetes Gewissen - Käthe Kollwitz und Otto Pankok“
- 6. Juli bis 15. September 2013, „Horst Janssen - Genie der Grafik“
- 22. Juni bis 9. September 2012, „Abstraktion trifft Realismus“ mit Werken u. a. von William Hogarth, Honoré Daumier, Ernst Barlach, Joan Miró, Horst Janssen, Max Ernst, Otto Dix, Joseph Beuys und Mac Zimmermann
- 15. Juli bis 2. Oktober 2011, „Künstlerinnen und Künstler um Caspar David Friedrich“